# ريتشارد ساكاي
ريتشارد ساكاي (بالإنجليزية: Richard Sakai)‏ هو مخرج أمريكي، ولد في 28 يناير 1954 في سان فرانسيسكو في الولايات المتحدة.

## وصلات خارجية
- ريتشارد ساكاي على موقع IMDb (الإنجليزية)
- ريتشارد ساكاي على موقع ألو سيني (الفرنسية)
- ريتشارد ساكاي على موقع أول موفي (الإنجليزية)
- ريتشارد ساكاي على موقع بوكس أوفيس موجو (الإنجليزية)
- ريتشارد ساكاي على موقع قاعدة بيانات الأفلام السويدية (السويدية)
- ريتشارد ساكاي على موقع قاعدة بيانات الفيلم (الإنجليزية)
- ريتشارد ساكاي على موقع كينوبويسك (الروسية)